# Plethodon sherando
Plethodon sherando — вид хвостатих амфібій родини безлегеневих саламандр (Plethodontidae).

## Поширення
Вид є ендеміком США. Поширений лише у горах Блю Райдж у штаті Вірджинія. Видова назва походить від озера Шерандо. Трапляється у помірних лісах та серед скель. Відомо близько 15 популяцій.